# Гагарин, Сергей Сергеевич (1795)
Князь Сергей Сергеевич Гагарин (1795 — 5 сентября 1852) — обер-гофмейстер из рода Гагариных, заведующий императорскими театрами в 1829—1833 гг. Внук С. В. Гагарина, брат Н. С. Гагарина.

## Биография
Родился 24 ноября (5 декабря) 1795 года в семье первых хозяев усадьбы Никольское-Гагарино — князя Сергея Сергеевича (1745-98) и княгини Варвары Николаевны (1762—1802), урождённой Голицыной, известной красавицы. Служил сначала в министерстве иностранных дел, потом в министерстве императорского двора советником придворной конюшенной конторы. 
В качестве директора императорских театров князь Гагарин приложил много труда для приведения в порядок театрального дела: ввёл поспектакльную плату вместо абонементов, преобразовал Театральное училище, открыл в 1831 году Александринский театр. В то время как его предшественники занимались волокитством и жили с актрисами, Гагарин из любви к жене не подчинился этому обыкновению. Чтобы не давать повода для толков, он принимал всегда актрис стоя и не приглашал их садиться.
По словам М. Пыляева, князь Гагарин был человеком в высшей степени добрым, благородным и приветливым, хотя и имел наружность довольно гордую и суровую. Но под этой наружной оболочкой скрывалось самое доброе и великодушное сердце. Всем он делал добро, зла — никому и никогда. В то же время некоторые современники сетовали на его вспыльчивость и недоступность, а знаменитый балетмейстер Дидло при нём был вынужден оставить сцену. Долли Фикельмон писала о Гагарине, как о человеке надменном, с нелюбезным характером и наглой физиономией.
Имел чин действительного статского советника и придворное звание «в должности гофмейстера».

После того, как министр двора отказался увеличить сумму, отпускаемую из казны на содержание театров, князь Гагарин вспылил и вышел в отставку. В 1835 году он был пожалован чином гофмейстера, в 1844 году — обер-гофмейстера. Занимал должности вице-президента (1838—1840) и (с 1849) президента гоф-интендантской конторы. В «Старой записной книжке» Вяземский приводит следующую историю о встрече князя Сергея со своим кузеном князем Григорием: 
Двоюродные братья, князья Гагарины, оба красавцы в свое время, встретились после двадцатилетней разлуки в постороннем доме. Они, разумеется, постарели и друг друга не узнали. Хозяин должен был назвать их по имени. Тут бросились они во взаимные объятия. «Грустно, князь Григорий, — сказал один из них, — но судя по впечатлению, которое ты на меня производишь, должен я казаться тебе очень гадок».
Скончался от рака 5 сентября 1852 года в Штутгарте и был похоронен на старом кладбище в Баден-Бадене. Позже его прах был перевезен в Петербург и перезахоронен рядом с женой в Сергиевой пустыни.

## Семья

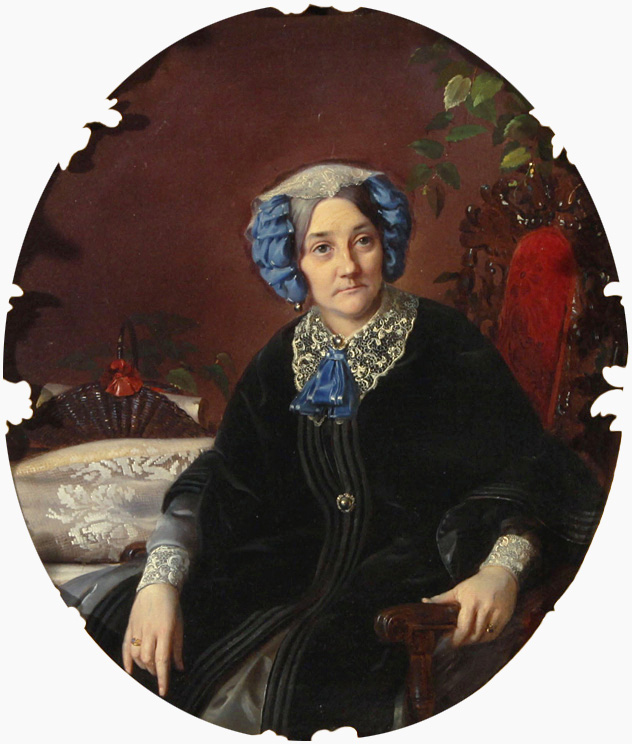
Княгиня Изабелла Гагарина, конец 1850-х

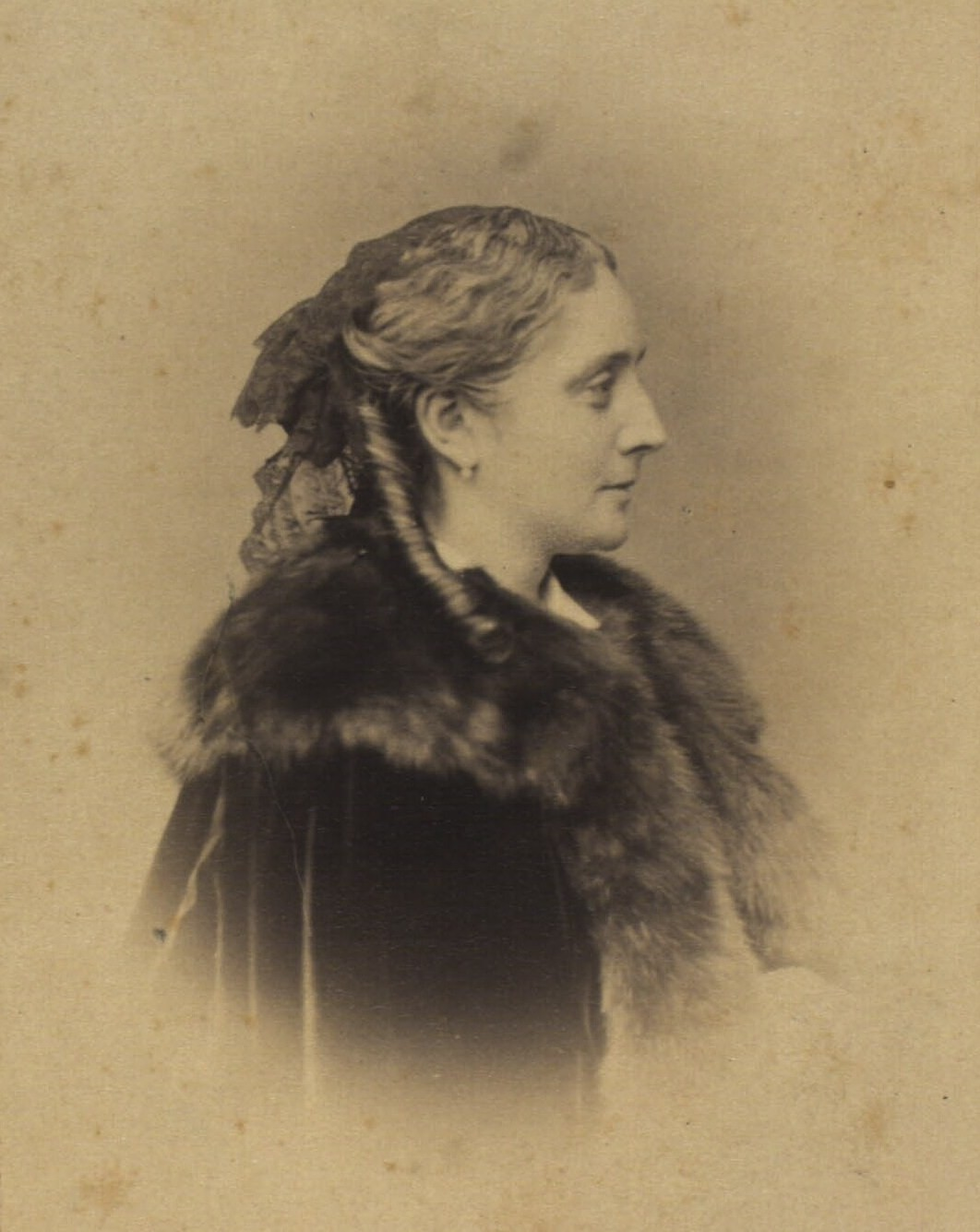
Варвара Плессен

Подобно многим наиболее блестящим вельможам своего поколения, Сергей Гагарин взял в жёны польскую аристократку — графиню Изабеллу Валевскую (1800—1886), падчерицу генерала Витта и племянницу знаменитой красавицы Марии Любомирской. «Изабелла ездит в шляпе салопницы. Гагарин так скуп, что дает ей на туалеты всего 3000 руб. в год, но у неё 2000 крестьян на Волыни, так что это ей всё равно. Но она ревнива, как тигрица», — писала про неё А. О. Смирнова. Будучи женщиной красивой и изысканной, она редко выезжала в свет. С годами впала в мистицизм, по свидетельству П. А. Вяземского, рассказывала в обществе «чудеса о вертящихся, говорящих и пишущих столах дочери её». В браке имела двоих сыновей и шесть дочерей:
- Сергей Сергеевич (01.02.1824—1828), крестник Ф. П. Уварова и княгини В. С. Долгоруковой.
- Варвара Сергеевна (10.01.1825[7]—1893), крещена 14 января 1825 года в церкви при Департаменте уделов при восприемстве князя В. В. Долгорукова и графини Ж. Ф. Витт; замужем за бароном Отто фон Плессеном, датским посланником.
- Александра Сергеевна (05.08.1826[8]—1908), построила церковь в с. Сенявино Тульской губернии.
- Ольга Сергеевна (13.12.1827[9]—25.02.1851), фрейлина двора, скончалась от чахотки в Вене.
- Мария Сергеевна (25.03.1829[10]—1906), крещена 5 апреля 1829 года в церкви при Департаменте уделов при восприемстве князя Н. С. Гагарина и графини М. Д. Нессельроде; с 1851 года — жена графа Петра Григорьевича Шувалова, единственного сына графа Григория Петровича, детей у них не было.
- Софья Сергеевна (17.06.1830—1832), крестница своей сестры Варвары[11].
- Сергей Сергеевич (1832—1890), почётный член Академии художеств, знаток искусств и коллекционер; женат на графине Вере Фёдоровне Пален (1835—1923), дочери Ф. Палена, детей не было.
- Татьяна Сергеевна (1834—1920), фрейлина (1855), жила в Баден-Бадене, долгие годы была старостой русской православной общины, сменив на этом посту свою сестру баронессу Плессен. Принимала участие в строительстве Преображенской церкви, где и была похоронена.